# Hemiboea
Hemiboea é um género botânico pertencente à família Gesneriaceae.

## Espécies
Apresenta 30 espécies:
| - Hemiboea bicornuta - Hemiboea cavaleriei - Hemiboea esquirolii - Hemiboea fangii - Hemiboea flaccida - Hemiboea flava - Hemiboea follicularis - Hemiboea gamosepala - Hemiboea glandulosa - Hemiboea gracilis | - Hemiboea henryi - Hemiboea himalayensis - Hemiboea integra - Hemiboea latisepala - Hemiboea longgangensis - Hemiboea longisepala - Hemiboea longzhouensis - Hemiboea magnibracteata - Hemiboea marmorata - Hemiboea merrillii | - Hemiboea mollifolia - Hemiboea omeiensis - Hemiboea parvibracteata - Hemiboea parviflora - Hemiboea pingbianensis - Hemiboea poilanei - Hemiboea strigosa - Hemiboea subacaulis - Hemiboea subcapitata - Hemiboea wangiana |